# La última cena
La última cena is een Cubaanse dramafilm uit 1976 onder regie van Tomás Gutiérrez Alea.

## Verhaal
In de 18e eeuw bezoekt een vrome plantage-eigenaar tijdens de Goede Week zijn suikerfabriek in Havana. Een slaaf heeft er pas een ontsnappingspoging ondernomen. De plantage-eigenaar vraagt zijn opzichter om twaalf slaven uit te kiezen, die met hem mogen dineren. Tijdens de maaltijd leert de plantage-eigenaar hun aan de hand van religieuze verhalen hoe het mogelijk is om een gelukkig leven te leiden in slavernij. Hij belooft ook dat ze niet hoeven te werken op Goede Vrijdag. Na zijn vertrek wekt de opzichter de slaven voor dag en dauw, omdat ze een hele dag lang riet moeten snijden.

## Rolverdeling
| Acteur                 | Personage |
| ---------------------- | --------- |
| Nelson Villagra        |           |
| Silvano Rey            |           |
| Luis Alberto García    |           |
| José Antonio Rodríguez |           |
| Samuel Claxton         |           |
| Mario Balmaseda        |           |
| Idelfonso Tamayo       |           |
| Julio Hernandez        |           |
| Tito Junco             |           |
| Andrés Cortina         |           |
| Mirta Ibarra           |           |
| Manuel Puig            |           |
| Elio Mesa              |           |
| Francisco Borroto      |           |
| Luis Salvador Romero   |           |